# Mette Lindberg
Mette Lindberg (nacida el 2 de diciembre de 1983) es la vocalista danesa del grupo de pop psicodélico The Asteroids Galaxy Tour, junto al compositor y productor Lars Iversen. 
La banda ha producido tres álbumes de estudio hasta la fecha: Fruit (2009); Out of Frequency (2012); y Bring Us Together (2014).
Lindberg apareció como juez en la novena temporada de la versión danesa de The X Factor . Fue mentora de la categoría de 15 a 22 años. Lindberg tuvo dos candidatos apadrinados por ella en la final, Reem Hamze y Alex Benson. Estos terminaron en segundo y tercer lugar, respectivamente, después de que la competición fuera ganada por el duo Embrace .[cita requerida]